# 〜飯塚雅弓の月刊ラジオグランプリ〜 ともだち100人できるからっ♪
『〜飯塚雅弓の月刊ラジオグランプリ〜 ともだち100人できるからっ♪』（いいづかまゆみのげっかんラジオグランプリ ともだちひゃくにんできるからっ）は、雑誌『声優グランプリ』とインターネットラジオ配信サイト・音泉のコラボ企画で2005年6月28日から2008年6月24日まで音泉とBEWEで配信されていたラジオ番組。

## 概要
パーソナリティは飯塚雅弓。挨拶は「ともんちゅ〜」で始まる。
タイトルの由来は、自称「友達が少ない」で通しているという触れ込みで飯塚がゲスト全員を強引に友達になっていきたい想いを込めて名付けられた。同番組以前にも友だちが少ないことをネタに、ラジオ大阪のアニラジ枠1314 V-STATIONの特別番組『Vステ夏の陣04』内で『飯塚雅弓の友だちになってください3時間スペシャル』という番組が放送されたことがある。
放送開始は2005年6月28日。以後、毎月第4火曜日に月に1回更新。この番組の模様は毎月発売される『声優グランプリ』の誌面での連動で紹介される。
ゲストが担当している音泉で配信中の番組のコーナーを飯塚が仕切るコーナーがあり、タイトルとジングルはゲスト担当コーナーを流用している。同番組では飯塚がその週に登場したゲストのメールアドレスを交換して飯塚の携帯アドレスに感想や苦情などを送ってもらい、次月の番組内で紹介される。
第5回（2005年10月25日配信分）は東京都文京区にある尚美学園のバリオホールから番組初の公開録音が行われた。『インターネットラジオステーション＜音泉＞秋の大感謝祭スペシャル』より別府ゾーンの17:00 - 19:30でラストパートだった。
第36回（2008年6月24日配信分）で終止符が打たれた。『声優グランプリ』編集長の三田村奈美（ナミーゴ）といつものコーナーに加え、これまでのゲストから来た最終回メッセージを読みながら3年間を振り返った。

## コーナー
スーパードクターM!
あらかじめゲストに渡しておいた健康チェック表を元にM（飯塚扮するキャラクター）がゲストの健康管理状態をズバッと診断するコーナー。診断結果はMが『声の処方箋』としてゲストにお伝えされる。 MがオープニングからCMを挟んだ後にいきなり色気キャラで責める。
飯塚P子の甘辛ファッションチェック！
ピーコの名前ならぬP子（飯塚扮するキャラクター）が、ゲストのファッションのアンケートを元に甘辛く分析ゲストが気に入っているブランドや部屋着ているものなどが分かるコーナー。
細木まゆみ子のゆるり言うわよ！
細木数子をもじった細木まゆみ子先生（飯塚扮するキャラクター）がゲストのこれからの仕事や恋愛などズバリ言ったり言わなかったりするコーナー。最初のアイキャッチ後にこのキャラクターに変える。
ゲストコーナー
音泉で配信中の番組からゲストを招き、飯塚が仕切ってみるコーナー（ゲストおよび行なわれたコーナーについては下記参照）。
ふつおた
普通のお便りのコーナー。
第1回うまいこというなー☆セリフーグランプリ！
色々なシチュエーションが起こった時にどんなセリフ（自分の成功談や面白い一言）を言えばいいかを考えるコーナー。グランプリに選ばれた投稿者には飯塚と前の月に登場したゲストのサイン入りポラロイド写真がプレゼントされていた（行なわれたお題については下記参照）。
声優グランプリンフォメーション
『声優グランプリ』の編集長・ナミーゴこと三田村奈美が同誌の情報を知らせる。最終回はナミーゴがオープニングからフル登場した。
Aパートのコーナー「スーパードクターM!」「飯塚P子の甘辛ファッションチェック！」「細木まゆ子のゆるり言うわよ！」はランダム（ローテーション？）で1つ行われる。また、各有名人のキャラになりきるため、同パート前に飯塚が「このあといきなり性格が変わっちゃいますけど驚かないでください」とゲストに説明している。

## ゲスト・テーマ一覧
| 回     | 配信日   | ゲスト                             | 番組名                                                             | 実施コーナー                                       | テーマ |
| 2005年 | 2005年   | 2005年                             | 2005年                                                             | 2005年                                             | 2005年 |
| ------ | -------- | ---------------------------------- | ------------------------------------------------------------------ | -------------------------------------------------- | --- |
| #1     | 6月28日  | かないみか                         | みか・もりしゃんのGamers Amusement Station                         | みかはもう二十歳過ぎだから                         | |
| #2     | 7月26日  | 新谷良子                           | 水野良Produce りょーことゆーなの G☆A☆                              | いつもいっしょに桜葉姉妹                           | 新学期、誰も知らないクラスで友達を作るために話し掛ける一言                                                          |
| #3     | 8月23日  | 佐藤裕美                           | 佐藤裕美のヒロミデンパ                                             | ヒロミ自動車に乗りたい                             | 夏の終わりの誰もいない海に向かって一言                                                                              |
| #4     | 9月27日  | 榎本温子                           | 温子と隼人のアクエリ放送局                                         | アフエリアンエイジ（仮）                           | 夏休みが終わって宿題をやるの忘れてしまった！そして先生に怒られてしまった！そんな時の言い訳の一言                    |
| #5     | 10月25日 | CW/3（阿澄佳奈、井口裕香、徳永愛） | クロスワールドレイディオ                                           | おねがい！神様！                                   | 秋の味覚を食べての意外な一言                                                                                        |
| #6     | 11月22日 | 福井裕佳梨                         | DIEBUSTER WEB RADIO TOP! LESS                                      | トップレスへの道                                   | 運動会の新しい競技とその掛け声                                                                                      |
| #7     | 12月27日 | かかずゆみ                         | かかずゆみの超輝け!大和魂!!                                        | かかずチャレンジ                                   | クリスマスにプロポーズするならこの一言                                                                              |
| 2006年 |          |                                    |                                                                    |                                                    | |
| #8     | 1月24日  | 伊月ゆい、中山恵里奈               | ラジオトゥルーティアーズ るいと穂香の瑞鳳学園放送部(T_T)           | 川涙                                               | 新年書きぞめに書きたい面白い一言                                                                                    |
| #9     | 2月28日  | 稲村優奈                           | 水野良Produce りょーことゆーなの G☆A☆                              | いつもいっしょに桜葉姉妹                           | バレンタインにチョコを貰えなかったお友達を慰める一言                                                                |
| #10    | 3月28日  | 檜山修之                           | インターネットラジオ 檜山修之のあにめじ湯                          | アニメージュ・インフォメーションの湯               | 卒業式代表の答辞の一言                                                                                              |
| #11    | 4月25日  | 又吉愛                             | 週刊!アニたま日曜日                                                | 鳥やまPOP研究所Z                                   | 引っ越しで隣りの人に自分を紹介する一言                                                                              |
| #12    | 5月23日  | 葉月絵理乃                         | ARIA The STATION Due                                               | （テレビアニメ『ARIA The NATURAL』の紹介）         | ゴールデンウィークに長期旅行に行って帰ってきてから友達に一言                                                        |
| #13    | 6月27日  | 小山力也                           | うたわれるものらじお                                               | （テレビアニメ『うたわれるもの』の紹介）           | 雨の日に捨てられた仔猫もしくは仔犬に掛けてあげる気の利いた一言                                                      |
| #14    | 7月25日  | 折笠富美子                         | インターネットラジオ西の善き魔女 Astraea Testament                 | 西魔女なんでもベスト3!                             | 友達の結婚式で突然あいさつを頼まれた！何言おう？                                                                    |
| #15    | 8月22日  | 津田健次郎                         | ガラスの艦隊 疾風のクレイディオ                                    | クレオのハーモニカ革命！                           | 夏休み、バイトで知り合った可愛い女の子に、バイトが終わってしまう前に一言                                            |
| #16    | 9月29日  | 名塚佳織                           | 名塚佳織のかもさん學園                                             | シンガー・アート・ライターKAORI                    | 迷惑な台風に文句を言う一言                                                                                          |
| #17    | 10月24日 | 高橋美佳子                         | Simoun〜電波 DE リ・マージョン〜                                   | たかはシムーン                                     | 運動会でバトンを落としてビリになっちゃったアンカーの人を慰める一言                                                  |
| #18    | 11月28日 | 徳永愛                             | 徳永愛のじーっとしてられねーしょん                                 | （同番組とベストアルバム『LOVE☆LIVE☆LIFE』の説明） | あなたが出演することになった学園祭での演劇でつい噛んでしまった悔しい一言                                            |
| #19    | 12月26日 | 山口勝平、金谷ヒデユキ             | 勝平・金谷のディナーショー                                         | 本日のメインディッシュ                             | （年末進行（まとめ録り）のためコーナーなし）                                                                        |
| 2007年 |          |                                    |                                                                    |                                                    | |
| #20    | 1月23日  | 井上麻里奈                         | 月面兎兵器ミーナ スポルナ情報局 麻里奈と衣里の『聞いて、み〜な!?』 | 新人アナ養成・兎の穴                               | 思わず笑っちゃう早口言葉の一言                                                                                      |
| #21    | 2月27日  | 寺田はるひ                         | ケータイ少女 〜ラジオスピリッツ〜                                  | リンのデータ収集のコーナー                         | ある日駅の伝言板で見つけた、やけに気になる一言                                                                      |
| #22    | 3月27日  | 落合祐里香                         | Radio ToHeart2                                                     | あなたへToHeart つー！                             | 自分の携帯を機種変更！そこで今まで使っていた携帯に一言                                                              |
| #23    | 4月24日  | 桃井はるこ                         | 瀬戸の花嫁 嫁入りラジオ                                            | ○○と書いて○○と読む！                               | 桜をほめる斬新な一言                                                                                                |
| #24    | 5月22日  | 喜多村英梨                         | 武装神姫 RADIO RONDO                                               | 神姫リング de BATTLE                               | 電車に乗っていたら女の子が酔っ払いに絡まれてた！彼女を救う一言                                                      |
| #25    | 6月26日  | 福井裕佳梨、片岡あづさ             | ゴスロリ少女探偵団 ラジオ日誌                                      | ジャッジメント！                                   | 急に雨が降ってきて軒先で雨宿りをしていたら、かわいい女の子が同じ場所に雨宿り！さあなんて声をかける？                |
| #26    | 7月24日  | ゆかな*はるな（ゆかな、池澤春菜）  | ゆかな*はるな canary*lunar Market                                  | 商品開発部                                         | 七夕の短冊に願い事を書いたら本当に叶っちゃった！さて何と書いたんでしょう？                                          |
| #27    | 8月28日  | 宮野真守                           | 愛と真守の週刊エル・カザド通信!                                    | 不思議な力のエリス                                 | 登山してやっとついた頂上で叫びたい一言は？                                                                          |
| #28    | 9月25日  | 酒井香奈子                         | バルドバレット ラジオブリアム                                      | シミーズ ブートキャンプ                            | 突然宇宙人があなたの目の前に！あなたが声をかける最初の一言は？                                                      |
| #29    | 10月23日 | 片岡あづさ                         | はばたけ!スカイガールズ ラジオ                                     | スカイガールズ特殊訓練                             | TVドラマのエキストラに突然抜擢されちゃった！その時もらった一言のセリフとは？                                        |
| #30    | 11月27日 | 井上喜久子                         | 渚と早苗のおまえにレインボー                                       | 早苗疑惑                                           | ある日突然大事件が！犯行現場の密室に行ってみるとそこには死体とともにダイイングメッセージが…。さてなんと書いてある？ |
| #31    | 12月25日 | 広橋涼                             | ラジオ・バンブーブレード〜文武両道!                                | 武士道とは日本語のみ語ることと見つけたり。         | ナイショでコミケにコスプレで参加してたら、友達に見つかっちゃった！なんて言い訳してごまかそう？                      |
| 2008年 |          |                                    |                                                                    |                                                    | |
| #32    | 1月22日  | 置鮎龍太郎                         | おっきー・しんでぃの獏狩りないと!                                  | ばくばくマンガ道場                                 | 新年を迎えて書初めで書いたら面白いと思うキャッチフレーズ                                                            |
| #33    | 2月26日  | 福圓美里                           | ラジオ! ロザリオとバンパイア                                       | アニメ 4文字と5文字                                | ある日、友達に『実は俺、○○がりなんだ…』と相談されちゃった！なんてフォローすれば？                                   |
| #34    | 3月25日  | 岡本信彦                           | ラジオ ペルソナ                                                    | ペルソナ覚醒                                       | 献血によりたくさんの人が来てくれるような画期的な案を一言で！                                                        |
| #35    | 4月22日  | 小野涼子、小暮英麻                 | ささら・まーりゃんの生徒会会長ラジオ for ToHeart2                  | ささらとまーりゃんの学園祭企画書作成               | ある日家に帰ったらもう1人の自分がなんかしてる！思わず出た言葉は？                                                   |
| #36    | 5月27日  | 前野智昭                           | 関東図書基地 広報課男子寮                                          | メディア良化法対策講座                             | 気がついたら自分1人で世界征服しちゃった！全世界に向けてTVでしゃべる最初のメッセージは？                             |
| #37    | 6月24日  |                                    |                                                                    |                                                    | 番組最終回に向けて今までの感想を一言で！                                                                            |

## 主題歌
いずれも飯塚の楽曲が使用された。
「I'm in the Pink」
作詞は飯塚雅弓、作曲はイズミカワソラ、編曲は宅見将典によるオープニングテーマ。
「チャンス!!」
作詞は飯塚雅弓、作曲はイズミカワソラ、編曲は鈴木"CHiBUN"智文によるオープニングテーマ。
「りょうおもい。」
作詞は飯塚雅弓、作曲は星舞、編曲は宅見将典によるオープニングテーマ。
「ずっと好きでした。」
作詞は飯塚雅弓、作曲は星舞、編曲 - 長谷川智樹によるエンディングテーマ。
「コスモスガーデン」
作詞はかの香織、作曲は大津美紀、編曲は加藤みちあきによるエンディングテーマ。